# 普卡基湖
普卡基湖（英語：Lake Pukaki）也称普凯基湖，位于新西兰南岛中部，库克山南麓。湖面海拔500米，湖泊面积169平方公里。湖水主要靠南阿尔卑斯山脉东麓的冰川融水补给，集水区面积1355平方公里。湖水从南岸流入普卡基河，湖口有水闸控制水位。湖名“Pukaki”为毛利语，意为“聚集的水”。